# Albin (Wyoming)
Albin – miasto w Stanach Zjednoczonych, w stanie Wyoming, w hrabstwie Laramie.